# The Big Read
The Big Read fue una encuesta sobre libros llevada a cabo por la BBC en el Reino Unido en 2003. Se recibieron más de 750.000 votos del público británico para encontrar la novela más querida del país de todos los tiempos. Hasta la fecha, el sondeo de un año de duración fue la mayor encuesta sobre los gustos de lectura del público y culminó con varios programas con celebridades que opinaban sobre sus libros favoritos.
Las obras han sido escritas en nueve idiomas, siendo la gran mayoría en inglés (184), cuatro en francés), tres en ruso y tres en alemán, dos en español y una cada una en italiano, portugués,  noruego y checo.
Varios autores tienen más de una novela: Terry Pratchett (15, una en colaboración), Jacqueline Wilson (14), Roald Dahl (9), Charles Dickens (7), J. K. Rowling y Thomas Hardy (4 cada uno), Anthony Horowitz, Jane Austen, John Steinbeck y Stephen King (3 cada uno) y George Eliot, George Orwell y J. R. R. Tolkien, John Irving, León Tolstói (2 cada uno).

## Propósito
La BBC empezó The Big Read con el objetivo de encontrar la «novela más amada de la nación» por medio de votos de los espectadores vía internet, SMS y teléfono. Surgió una controversia cuando se alegó que el programa adoptaba un enfoque supuestamente sensacionalista de la literatura; sin embargo, sus defensores lo elogiaron por haber incrementado la conciencia pública sobre la lectura. El público británico votó originalmente por cualquier novela. Luego, se diseñó una lista de 200; las 21 más populares de entre ellas fueron puestas en otra votación, con la condición de que solo se permitiría un libro por autor en el top 21. Como la encuesta se basó en novelas, las piezas teatrales de William Shakespeare no formaron parte de la encuesta.

## 200 novelas más populares en el Reino Unido
| N.° | Id. | Título (en español)                                     | Título original                           | Año              | Autor                            | País                                     |
| --- | --- | ------------------------------------------------------- | ----------------------------------------- | ---------------- | -------------------------------- | ---------------------------------------- |
| 001 | EN  | El Señor de los Anillos                                 | The Lord of the Rings                     | 1954-1955        | J. R. R. Tolkien                 | Reino Unido (nacido en Sudáfrica)        |
| 002 | EN  | Orgullo y prejuicio                                     | Pride and Prejudice                       | 1813             | Jane Austen                      | Inglaterra                               |
| 003 | EN  | La materia oscura                                       | His Dark Materials                        | 1995-2000        | Philip Pullman                   | Inglaterra                               |
| 004 | EN  | Guía del autoestopista galáctico                        | The Hitchhiker's Guide to the Galaxy      | 1979             | Douglas Adams                    | Inglaterra                               |
| 005 | EN  | Harry Potter y el cáliz de fuego                        | Harry Potter and the Goblet of Fire       | 2000             | J. K. Rowling                    | Inglaterra                               |
| 006 | EN  | Matar un ruiseñor                                       | To Kill a Mockingbird                     | 1960             | Harper Lee                       | Estados Unidos                           |
| 007 | EN  | Winnie-the Pooh                                         | Winnie-the Pooh                           | 1926             | A. A. Milne                      | Inglaterra                               |
| 008 | EN  | 1984                                                    | Nineteen Eighty-Four                      | 1949             | George Orwell                    | Reino Unido                              |
| 009 | EN  | The Lion, the Witch and the Wardrobe                    |                                           | 1950             | C. S. Lewis                      | Irlanda del Norte                        |
| 010 | EN  | Jane Eyre                                               | Jane Eyre                                 | 1847             | Charlotte Brontë                 | Inglaterra                               |
| 011 | EN  | Trampa 22                                               | Catch-22                                  | 1961             | Joseph Heller                    | Estados Unidos                           |
| 012 | EN  | Cumbres Borrascosas                                     | Wuthering Heights                         | 1847             | Emily Brontë                     | Inglaterra                               |
| 013 | EN  | Birdsong                                                |                                           | 1993             | Sebastian Faulks                 | Inglaterra                               |
| 014 | EN  | Rebeca                                                  | Rebecca                                   | 1938             | Daphne du Maurier                | Inglaterra                               |
| 015 | EN  | El guardián entre el centeno                            | The Catcher in the Rye                    | 1951             | J. D. Salinger                   | Estados Unidos                           |
| 016 | EN  | El viento en los sauces                                 | The Wind in the Willows                   | 1908             | Kenneth Grahame                  | Escocia                                  |
| 017 | EN  | Grandes esperanzas                                      | Great Expectations                        | 1860-1861        | Charles Dickens                  | Inglaterra                               |
| 018 | EN  | Mujercitas                                              | Little Women                              | 1868             | Louisa May Alcott                | Estados Unidos                           |
| 019 | EN  | La mandolina del capitán Corelli                        | Captain Corelli's Mandolin                | 1994             | Louis de Bernières               | Inglaterra                               |
| 020 | RU  | Guerra y paz                                            | Voyná i mir                               | 1869             | León Tolstói                     | Rusia                                    |
| 021 | EN  | Lo que el viento se llevó                               | Gone with the Wind                        | 1936             | Margaret Mitchell                | Estados Unidos                           |
| 022 | EN  | Harry Potter y la piedra filosofal                      | Harry Potter and the Philosopher's Stone  | 1997             | J. K. Rowling                    | Inglaterra                               |
| 023 | EN  | Harry Potter y la cámara secreta                        | Harry Potter and the Chamber of Secrets   | 1998             | J. K. Rowling                    | Inglaterra                               |
| 024 | EN  | Harry Potter y el prisionero de Azkaban                 | Harry Potter and the Prisoner of Azkaban  | 1999             | J. K. Rowling                    | Inglaterra                               |
| 025 | EN  | El hobbit                                               | The Hobbit                                | 1937             | J. R. R. Tolkien                 | Reino Unido (nacido en Sudáfrica)        |
| 026 | EN  | Tess, la de los d'Urberville                            | Tess of the d'Urbervilles                 | 1891             | Thomas Hardy                     | Inglaterra                               |
| 027 | EN  | Middlemarch                                             | Middlemarch                               | 1874             | George Eliot                     | Inglaterra                               |
| 028 | EN  | Oración por Owen                                        | A Prayer for Owen Meany                   | 1989             | John Irving                      | Estados Unidos                           |
| 029 | EN  | Las uvas de la ira                                      | The Grapes of Wrath                       | 1939             | John Steinbeck                   | Estados Unidos                           |
| 030 | EN  | Las aventuras de Alicia en el país de las maravillas    | Alice's Adventures in Wonderland          | 1865             | Lewis Carroll                    | Inglaterra                               |
| 031 | EN  | The Story of Tracy Beaker                               |                                           | 1991             | Jacqueline Wilson                | Inglaterra                               |
| 032 | ES  | Cien años de soledad                                    | —                                         | 1967             | Gabriel García Márquez           | Colombia                                 |
| 033 | EN  | Los pilares de la Tierra                                | The Pillars of the Earth                  | 1989             | Ken Follett                      | Gales                                    |
| 034 | EN  | David Copperfield                                       |                                           | 1849-1850        | Charles Dickens                  | Inglaterra                               |
| 035 | EN  | Charlie y la fábrica de chocolate                       | Charlie and the Chocolate Factory         | 1964             | Roald Dahl                       | Gales                                    |
| 036 | EN  | La isla del tesoro                                      | Treasure Island                           | 1883             | Robert Louis Stevenson           | Escocia                                  |
| 037 | EN  | A Town Like Alice                                       |                                           | 1950             | Nevil Shute                      | Inglaterra (nac. australiano)            |
| 038 | EN  | Persuasión                                              | Persuasion                                | 1818             | Jane Austen                      | Inglaterra                               |
| 039 | EN  | Dune                                                    |                                           | 1965             | Frank Herbert                    | Estados Unidos                           |
| 040 | EN  | Emma                                                    |                                           | 1815             | Jane Austen                      | Inglaterra                               |
| 041 | EN  | Anne of Green Gables                                    |                                           | 1908             | Lucy Maud Montgomery             | Canadá                                   |
| 042 | EN  | La colina de Watership                                  | Watership Down                            | 1972             | Richard Adams                    | Inglaterra                               |
| 043 | EN  | El gran Gatsby                                          | The Great Gatsby                          | 1925             | F. Scott Fitzgerald              | Estados Unidos                           |
| 044 | FR  | El conde de Montecristo                                 | Le Comte de Monte-Cristo                  | 1844-1845        | Alejandro Dumas                  | Francia                                  |
| 045 | EN  | Retorno a Brideshead                                    | Brideshead Revisited                      | 1945             | Evelyn Waugh                     | Inglaterra                               |
| 046 | EN  | Rebelión en la granja                                   | Animal Farm                               | 1945             | George Orwell                    | Reino Unido                              |
| 047 | EN  | Canción de Navidad                                      | A Christmas Carol                         | 1843             | Charles Dickens                  | Inglaterra                               |
| 048 | EN  | Lejos del mundanal ruido                                | Far from the Madding Crowd,               | 1874             | Thomas Hardy                     | Inglaterra                               |
| 049 | EN  | Goodnight Mister Tom                                    |                                           | 1981             | Michelle Magorian                | Inglaterra                               |
| 050 | EN  | The Shell Seekers                                       |                                           | 1987             | Rosamunde Pilcher                | Inglaterra                               |
| 051 | EN  | El jardín secreto                                       | The Secret Garden                         | 1911             | Frances Hodgson Burnett          | Inglaterra                               |
| 052 | EN  | De ratones y hombres                                    | Of Mice and Men                           | 1937             | John Steinbeck                   | Estados Unidos                           |
| 053 | EN  | The Stand                                               |                                           | 1978             | Stephen King                     | Estados Unidos                           |
| 054 | RU  | Ana Karenina                                            | Anna Karénina                             | 1877             | León Tolstói                     | Rusia                                    |
| 055 | EN  | Un buen partido                                         | A Suitable Boy                            | 1993             | Vikram Seth                      | India                                    |
| 056 | EN  | El gran gigante bonachón                                | The BFG                                   | 1982             | Roald Dahl                       | Gales                                    |
| 057 | EN  | Swallows and Amazons                                    |                                           | 1930             | Arthur Ransome                   | Inglaterra                               |
| 058 | EN  | Black Beauty                                            |                                           | 1877             | Anna Sewell                      | Inglaterra                               |
| 059 | EN  | Artemis Fowl                                            |                                           | 2002             | Eoin Colfer                      | Irlanda                                  |
| 060 | RU  | Crimen y castigo                                        | Prestupleniye i nakazaniye                | 1866             | Fiódor Dostoyevski               | Rusia                                    |
| 061 | EN  | Noughts & Crosses                                       |                                           | 2001             | Malorie Blackman                 | Inglaterra                               |
| 062 | EN  | Memorias de una geisha                                  | Memoirs of a Geisha                       | 1997             | Arthur Golden                    | Estados Unidos                           |
| 063 | EN  | Historia de dos ciudades                                | A Tale of Two Cities                      | 1859             | Charles Dickens                  | Inglaterra                               |
| 064 | EN  | The Thorn Birds                                         |                                           | 1977             | Colleen McCullough               | Australia                                |
| 065 | EN  | Mort                                                    |                                           | 1987             | Terry Pratchett                  | Inglaterra                               |
| 066 | EN  | The Faraway Tree                                        |                                           | 1939-1951        | Enid Blyton                      | Inglaterra                               |
| 067 | EN  | The Magus                                               |                                           | 1966             | John Fowles                      | Inglaterra                               |
| 068 | EN  | Buenos presagios                                        | Good Omens                                | 1990             | Neil Gaiman y Terry Pratchett    | Inglaterra                               |
| 069 | EN  | ¡Guardias! ¿Guardias?                                   | Guards! Guards!                           | 1989             | Terry Pratchett                  | Inglaterra                               |
| 070 | EN  | El señor de las moscas                                  | Lord of the Flies                         | 1954             | William Golding                  | Inglaterra                               |
| 071 | DE  | El perfume                                              | Das Parfum, die Geschichte eines Mörders  | 1985             | Patrick Süskind                  | Alemania                                 |
| 072 | EN  | The Ragged-Trousered Philanthropists                    |                                           | 1914             | Robert Tressell                  | Irlanda                                  |
| 073 | EN  | Ronda de noche                                          | Night Watch                               | 2002             | Terry Pratchett                  | Inglaterra                               |
| 074 | EN  | Matilda                                                 |                                           | 1988             | Roald Dahl                       | Gales                                    |
| 075 | EN  | El diario de Bridget Jones                              | Bridget Jones's Diary'                    | 1996             | Helen Fielding                   | Inglaterra                               |
| 076 | EN  | El secreto                                              | The Secret History                        | 1992             | Donna Tartt                      | Estados Unidos                           |
| 077 | EN  | La dama de blanco                                       | The Woman in White                        | 1859-1860        | Wilkie Collins                   | Inglaterra                               |
| 078 | EN  | Ulises                                                  | Ulysses                                   | 1922             | James Joyce                      | Irlanda                                  |
| 079 | EN  | Casa desolada                                           | Bleak House                               | 1852-1853        | Charles Dickens                  | Inglaterra                               |
| 080 | EN  | Doble función                                           | Double Act                                | 1995             | Jacqueline Wilson                | Inglaterra                               |
| 081 | EN  | Los Cretinos                                            | The Twits                                 | 1981             | Roald Dahl                       | Gales                                    |
| 082 | EN  | El castillo soñado                                      | I Capture the Castle                      | 1948             | Dodie Smith                      | Inglaterra                               |
| 083 | EN  | Hoyos                                                   | Holes                                     | 1998             | Louis Sachar                     | Estados Unidos                           |
| 084 | EN  | Gormenghast                                             |                                           | 1946, 1950, 1959 | Mervyn Peake                     | Reino Unido (nacido en China)            |
| 085 | EN  | El dios de las pequeñas cosas                           | The God of Small Things                   | 1997             | Arundhati Roy                    | India                                    |
| 086 | EN  | Vicky Angel                                             |                                           | 2000             | Jacqueline Wilson                | Inglaterra                               |
| 087 | EN  | Un mundo feliz                                          | Brave New World                           | 1932             | Aldous Huxley                    | Inglaterra                               |
| 088 | EN  | Cold Comfort Farm                                       |                                           | 1932             | Stella Gibbons                   | Inglaterra                               |
| 089 | EN  | Mago                                                    | Magician                                  | 1982             | Raymond E. Feist                 | Estados Unidos                           |
| 090 | EN  | En el camino                                            | On the Road                               | 1957             | Jack Kerouac                     | Estados Unidos                           |
| 091 | EN  | El padrino                                              | The Godfather                             | 1969             | Mario Puzo                       | Estados Unidos                           |
| 092 | EN  | El clan del oso cavernario                              | The Clan of the Cave Bear                 | 1980             | Jean M. Auel                     | Estados Unidos                           |
| 093 | EN  | El color de la magia                                    | The Colour of Magic                       | 1983             | Terry Pratchett                  | Inglaterra                               |
| 094 | PO  | El alquimista                                           | O Alquimista                              | 1988             | Paulo Coelho                     | Brasil                                   |
| 095 | EN  | Catalina, duquesa de Lancaster                          | Katherine                                 | 1954             | Anya Seton                       | Estados Unidos                           |
| 096 | EN  | Caín y Abel                                             | Kane and Abel¡¡                           | 1979             | Jeffrey Archer                   | Inglaterra                               |
| 097 | ES  | El amor en los tiempos del cólera                       |                                           | 1985             | Gabriel García Márquez           | Colombia                                 |
| 098 | EN  | Chicas enamoradas                                       | Girls in Love                             | 1997             | Jacqueline Wilson                | Inglaterra                               |
| 099 | EN  | El diario de la princesa                                | The Princess Diaries                      | 2000             | Meg Cabot                        | Estados Unidos                           |
| 100 | EN  | Hijos de la medianoche                                  | Midnight's Children                       | 1980             | Salman Rushdie                   | India                                    |
| 101 | EN  | Tres hombres en un bote                                 | Three Men in a Boat                       | 1889             | Jerome K. Jerome                 | Inglaterra                               |
| 102 | EN  | Dioses menores                                          | Small Gods                                | 1992             | Terry Pratchett                  | Inglaterra                               |
| 103 | EN  | La playa                                                | The Beach                                 | 1996             | Alex Garland                     | Inglaterra                               |
| 104 | EN  | Drácula                                                 | Dracula                                   | 1897             | Bram Stoker                      | Irlanda                                  |
| 105 | EN  | Point Blanc                                             |                                           | 2001             | Anthony Horowitz                 | Inglaterra                               |
| 106 | EN  | Los papeles póstumos del Club Pickwick                  | The Pickwick Papers                       | 1837             | Charles Dickens                  | Inglaterra                               |
| 107 | EN  | Stormbreaker                                            |                                           | 2000             | Anthony Horowitz                 | Inglaterra                               |
| 108 | EN  | La fábrica de avispas                                   | The Wasp Factory                          | 1984             | Iain Banks                       | Escocia                                  |
| 109 | EN  | El día del Chacal                                       | The Day of the Jackal                     | 1971             | Frederick Forsyth                | Inglaterra                               |
| 110 | EN  | The Illustrated Mum                                     |                                           | 1999             | Jacqueline Wilson                | Inglaterra                               |
| 111 | EN  | Jude el oscuro                                          | Jude the Obscure                          | 1895             | Thomas Hardy                     | Inglaterra                               |
| 112 | EN  | El diario secreto de Adrian Mole                        | The Secret Diary of Adrian Mole, Aged 13¾ | 1982             | Sue Townsend                     | Inglaterra                               |
| 113 | EN  | Mar cruel                                               | The Cruel Sea                             | 1951             | Nicholas Monsarrat               | Inglaterra                               |
| 114 | FR  | Los miserables                                          | Les misérables                            | 1862             | Victor Hugo                      | Francia                                  |
| 115 | EN  | El alcalde de Casterbridge                              | The Mayor of Casterbridge                 | 1886             | Thomas Hardy                     | Inglaterra                               |
| 116 | EN  | The Dare Game                                           |                                           | 2000             | Jacqueline Wilson                | Inglaterra                               |
| 117 | EN  | Bad Girls                                               |                                           | 1996             | Jacqueline Wilson                | Inglaterra                               |
| 118 | EN  | El retrato de Dorian Gray                               | The Picture of Dorian Gray                | 1890             | Oscar Wilde                      | Irlanda                                  |
| 119 | EN  | Shōgun                                                  |                                           | 1975             | James Clavell                    | Australia                                |
| 120 | EN  | El día de los trífidos                                  | The Day of the Triffids                   | 1951             | John Wyndham                     | Inglaterra                               |
| 121 | EN  | Lola Rose                                               |                                           | 2003             | Jacqueline Wilson                | Inglaterra                               |
| 122 | EN  | La feria de las vanidades                               | Vanity Fair                               | 1847-1848        | William Makepeace Thackeray      | Reino Unido, nacido en India             |
| 123 | EN  | La saga de los Forsyte                                  | The Forsyte Saga                          | 1906-1921        | John Galsworthy                  | Inglaterra                               |
| 124 | EN  | House of Leaves                                         |                                           | 2000             | Mark Z. Danielewski              | Estados Unidos                           |
| 125 | EN  | La Biblia envenenada                                    | The Poisonwood Bible                      | 1998             | Barbara Kingsolver               | Estados Unidos                           |
| 126 | EN  | El segador                                              | Reaper Man                                | 1991             | Terry Pratchett                  | Inglaterra                               |
| 127 | EN  | Mi gato Angus, el primer morreo y el plasta de mi padre | Angus, Thongs and Full-Frontal Snogging   | 1999             | Louise Rennison                  | Inglaterra                               |
| 128 | EN  | El sabueso de los Baskerville                           | The Hound of the Baskervilles             | 1901-1902        | Arthur Conan Doyle               | Escocia                                  |
| 129 | EN  | Posesión                                                | Possession                                | 1990             | A. S. Byatt                      | Inglaterra                               |
| 130 | EN  | El maestro y Margarita                                  | Мастер и Маргарита                        | 1967             | Mijaíl Bulgákov                  | Unión Soviética                          |
| 131 | EN  | El cuento de la criada                                  | The Handmaid's Tale                       | 1985             | Margaret Atwood                  | Canadá                                   |
| 132 | EN  | Danny, the Champion of the World                        |                                           | 1975             | Roald Dahl                       | Gales                                    |
| 133 | EN  | Al este del Edén                                        | East of Eden                              | 1952             | John Steinbeck                   | Estados Unidos                           |
| 134 | EN  | La maravillosa medicina de Jorge                        | George's Marvellous Medicine              | 1981             | Roald Dahl                       | Gales                                    |
| 135 | EN  | Brujerías                                               | Wyrd Sisters                              | 1988             | Terry Pratchett                  | Inglaterra                               |
| 136 | EN  | El color púrpura                                        | The Color Purple                          | 1982             | Alice Walker                     | Estados Unidos                           |
| 137 | EN  | Papá Puerco                                             | Hogfather                                 | 1996             | Terry Pratchett                  | Inglaterra                               |
| 138 | EN  | Los 39 escalones                                        | The Thirty-nine Steps                     | 1915             | John Buchan                      | Escocia                                  |
| 139 | EN  | Girls in Tears                                          |                                           | 2002             | Jacqueline Wilson                | Inglaterra                               |
| 140 | EN  | Sleepovers                                              |                                           | 2001             | Jacqueline Wilson                | Inglaterra                               |
| 141 | DE  | Sin novedad en el frente                                | Im Westen nichts Neues                    | 1929             | Erich Maria Remarque             | Alemania                                 |
| 142 | EN  | Behind the Scenes at the Museum                         |                                           | 1995             | Kate Atkinson                    | Inglaterra                               |
| 143 | EN  | Alta fidelidad                                          | High Fidelity                             | 1995             | Nick Hornby                      | Inglaterra                               |
| 144 | EN  | It                                                      |                                           | 1986             | Stephen King                     | Estados Unidos                           |
| 145 | EN  | James y el melocotón gigante                            | James and the Giant Peach                 | 1961             | Roald Dahl                       | Gales                                    |
| 146 | EN  | El pasillo de la muerte                                 | The Green Mile                            | 1996             | Stephen King                     | Estados Unidos                           |
| 147 | FR  | Papillon                                                |                                           | 1969             | Henri Charrière                  | Francia                                  |
| 148 | EN  | Hombres de armas                                        | Men at Arms                               | 1993             | Terry Pratchett                  | Inglaterra                               |
| 149 | EN  | Capitán de mar y guerra                                 | Master and Commander                      | 1969             | Patrick O'Brian                  | Inglaterra                               |
| 150 | EN  | Cayo Esqueleto                                          | Skeleton Key                              | 2002             | Anthony Horowitz                 | Inglaterra                               |
| 151 | EN  | Soul Music                                              |                                           | 1994             | Terry Pratchett                  | Inglaterra                               |
| 152 | EN  | Thief of Time                                           |                                           | 2001             | Terry Pratchett                  | Inglaterra                               |
| 153 | EN  | El quinto elefante                                      | The Fifth Elephant                        | 1999             | Terry Pratchett                  | Inglaterra                               |
| 154 | EN  | Expiación                                               | Atonement                                 | 2001             | Ian McEwan                       | Inglaterra                               |
| 155 | EN  | Secrets                                                 |                                           | 2002             | Jacqueline Wilson                | Inglaterra                               |
| 156 | EN  | La espada de plata                                      | The Silver Sword                          | 1956             | Ian Serraillier                  | Inglaterra                               |
| 157 | EN  | Alguien voló sobre el nido del cuco                     | One Flew Over the Cuckoo's Nest           | 1962             | Ken Kesey                        | Estados Unidos                           |
| 158 | EN  | El corazón de las tinieblas                             | Heart of Darkness                         | 1899             | Joseph Conrad                    | Polonia, nacido en Ucrania               |
| 159 | EN  | Kim                                                     |                                           | 1901             | Rudyard Kipling                  | Reino Unido, nacido en India             |
| 160 | EN  | La forastera                                            | Outlander                                 | 1991             | Diana Gabaldon                   | Estados Unidos                           |
| 161 | EN  | Moby-Dick                                               |                                           | 1851             | Herman Melville                  | Estados Unidos                           |
| 162 | EN  | Río sagrado                                             | River God                                 | 1994             | Wilbur Smith                     | Reino Unido, nacido en Rodesia del Norte |
| 163 | EN  | Sunset Song                                             |                                           | 1932             | Lewis Grassic Gibbon             | Escocia                                  |
| 164 | EN  | Atando cabos                                            | The Shipping News                         | 1993             | E. Annie Proulx                  | Estados Unidos                           |
| 165 | EN  | El mundo según Garp                                     | The World According to Garp               | 1978             | John Irving                      | Estados Unidos                           |
| 166 | EN  | Lorna Doone                                             |                                           | 1869             | Richard Doddridge Blackmore      | Inglaterra                               |
| 167 | EN  | Girls Out Late                                          |                                           | 1999             | Jacqueline Wilson                | Inglaterra                               |
| 168 | EN  | Pabellones lejanos                                      | The Far Pavilions                         | 1978             | M. M. Kaye                       | Reino Unido, nacido en India             |
| 169 | EN  | Las brujas                                              | The Witches                               | 1983             | Roald Dahl                       | Gales                                    |
| 170 | EN  | Charlotte's Web                                         |                                           | 1952             | E. B. White                      | Estados Unidos                           |
| 171 | EN  | Frankenstein                                            |                                           | 1818             | Mary Shelley                     | Inglaterra                               |
| 172 | EN  | They Used to Play on Grass                              |                                           | 1972             | Terry Venables y Gordon Williams | Inglaterra                               |
| 173 | EN  | El viejo y el mar                                       | The Old Man and the Sea                   | 1952             | Ernest Hemingway                 | Estados Unidos                           |
| 174 | IT  | El nombre de la rosa                                    | Il nome della rosa                        | 1980             | Umberto Eco                      | Italia                                   |
| 175 | NO  | El mundo de Sofía                                       | Sofies verden                             | 1991             | Jostein Gaarder                  | Noruega                                  |
| 176 | EN  | Dustbin Baby                                            |                                           | 2001             | Jacqueline Wilson                | Inglaterra                               |
| 177 | EN  | El Superzorro                                           | Fantastic Mr Fox                          | 1970             | Roald Dahl                       | Gales                                    |
| 178 | EN  | Lolita                                                  |                                           | 1955             | Vladimir Nabokov                 | Rusia (nac. estadounidense)              |
| 179 | EN  | Juan Salvador Gaviota                                   | Jonathan Livingston Seagull               | 1970             | Richard Bach                     | Estados Unidos                           |
| 180 | FR  | El principito                                           | Le Petit Prince                           | 1943             | Antoine de Saint-Exupéry         | Francia                                  |
| 181 | EN  | The Suitcase Kid                                        |                                           | 1992             | Jacqueline Wilson                | Inglaterra                               |
| 182 | EN  | Oliver Twist                                            |                                           | 1838             | Charles Dickens                  | Inglaterra                               |
| 183 | EN  | The Power of One                                        |                                           | 1989             | Bryce Courtenay                  | Australia                                |
| 184 | EN  | Silas Marner                                            |                                           | 1861             | George Eliot                     | Inglaterra                               |
| 185 | EN  | American Psycho                                         |                                           | 1991             | Bret Easton Ellis                | Estados Unidos                           |
| 186 | EN  | Diario de un don nadie                                  | Diary of a Nobody                         | 1892             | George y Weedon Grossmith        | Inglaterra                               |
| 187 | EN  | Trainspotting                                           |                                           | 1993             | Irvine Welsh                     | Escocia                                  |
| 188 | EN  | Goosebumps                                              |                                           | 1992-1997        | R. L. Stine                      | Estados Unidos                           |
| 189 | DE  | Heidi                                                   |                                           | 1880             | Johanna Spyri                    | Suiza                                    |
| 190 | EN  | Hijos y amantes                                         | Sons and Lovers                           | 1913             | D. H. Lawrence                   | Inglaterra                               |
| 191 | TC  | La insoportable levedad del ser                         | Nesnesitelná lehkost byti                 | 1984             | Milan Kundera                    | Checoslovaquia                           |
| 192 | EN  | ¡Socorro soy padre!                                     | (Man and Boy                              | 1999             | Tony Parsons                     | Inglaterra                               |
| 193 | EN  | La verdad                                               | The Truth                                 | 2000             | Terry Pratchett                  | Inglaterra                               |
| 194 | EN  | La guerra de los mundos                                 | The War of the Worlds                     | 1898             | H. G. Wells                      | Inglaterra                               |
| 195 | EN  | El hombre que susurraba al oído de los caballos         | The Horse Whisperer                       | 1995             | Nicholas Evans                   | Inglaterra                               |
| 196 | EN  | Un perfecto equilibrio                                  | A Fine Balance                            | 1995             | Rohinton Mistry                  | India (nac. canadiense)                  |
| 197 | EN  | Brujas de viaje                                         | Witches Abroad                            | 1991             | Terry Pratchett                  | Inglaterra                               |
| 198 | EN  | Camelot                                                 | The Once and Future King                  | 1958             | T. H. White                      | Reino Unido (nacido en India)            |
| 199 | EN  | La oruga muy hambrienta                                 | The Very Hungry Caterpillar               | 1969             | Eric Carle                       | Estados Unidos                           |
| 200 | EN  | Flores en el ático                                      | Flowers in the Attic                      | 1979             | V. C. Andrews                    | Estados Unidos                           |